# Nyhedsministeriet (tv-program)
 Ikke at forveksle med Nyhedsministeriet (radioprogram).
Navnet fra det tidligere radioprogram, Nyhedsministeriet blev brugt igen i et ugentligt satirisk underholdnings program på TV 2, der havde premiere  29. januar 2009, med komikeren Andreas Bo Pedersen som vært. Det var  baseret på den britisk udgave Have I Got News for You (en).

## Ekstern henvisning
1. ↑  Nyhedsministeriet Arkiveret 21. februar 2021 hos  Wayback Machine tv.tv2.dk 15. jan. 2009

| Fjernsyn | Spire Denne artikel om et tv-program er en spire som bør udbygges. Du er velkommen til at hjælpe Wikipedia ved at udvide den. |